# Pleuroploca gigantea
Espèce
Pleuroploca gigantea est une espèce de mollusques gastéropodes marins.
Avec une coquille pouvant atteindre 60 cm de long, c'est la plus grande espèce de gastéropodes des États-Unis et une des plus grandes du monde.

## Distribution
Cette espèce est présente le long des côtes de l'ouest de Océan Atlantique depuis la Caroline du Nord jusqu'à la péninsule du Yucatan au sud.

## Description

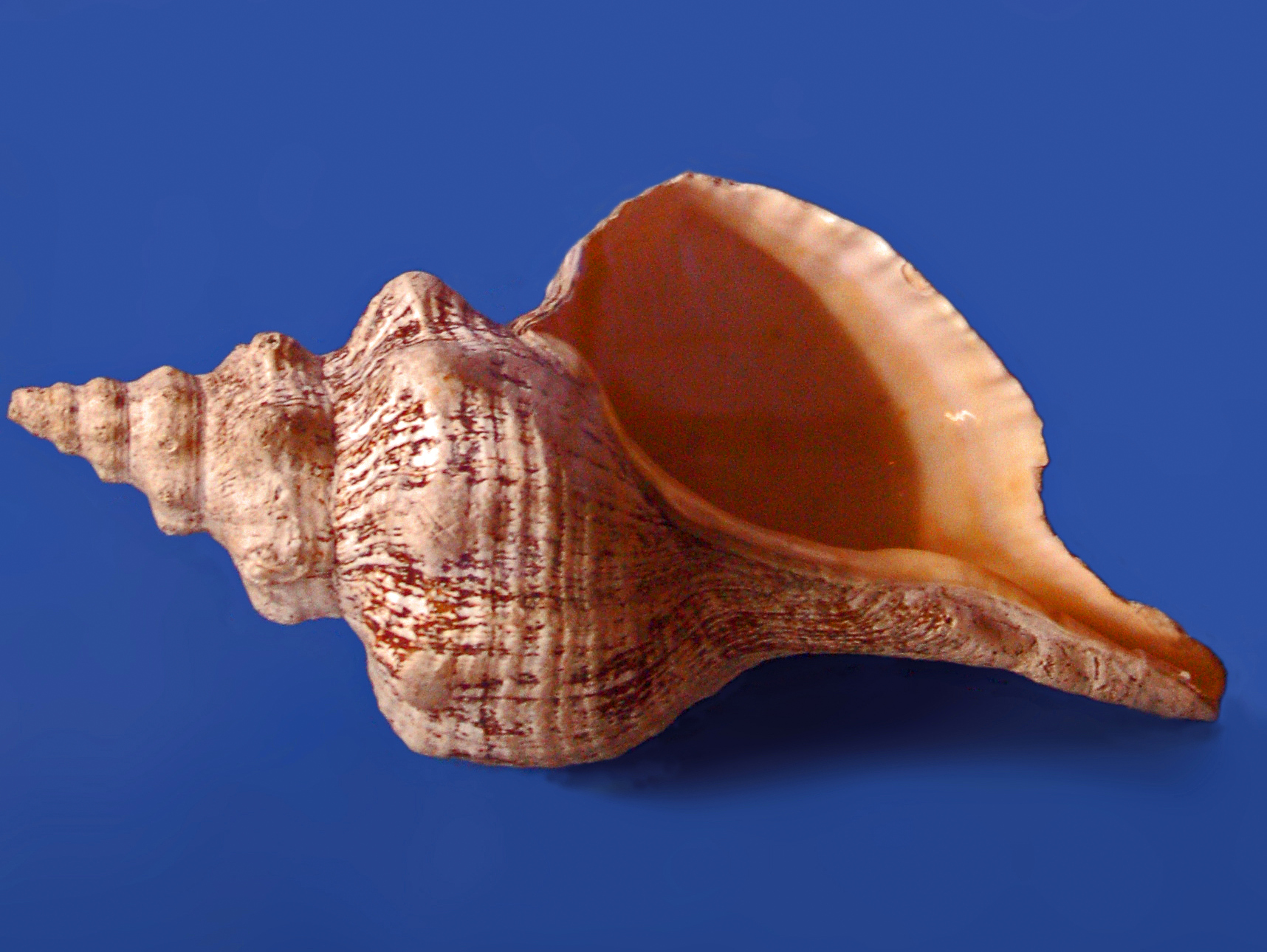
Coquille au Musée national de Prague.